# Samois-sur-Seine
Samois-sur-Seine là một xã ở tỉnh Seine-et-Marne, thuộc vùng Île-de-France ở miền bắc nước Pháp.
Người dân ở Samois-sur-Seine được gọi là Samoisiens

## Dân số
|                      | v. 1992 | 2002 |
| -------------------- | ------- | ---- |
| Total Population     | 2247    | 2277 |
| Municipal Population | 2237    | 2267 |